# Литвинова Лідія Михайлівна
Лідія Михайлівна Литвинова (нар. 17 травня 1950) — працівниця Бєлорєцького металургійного комбінату. Депутат Верховної Ради СРСР X та XI скликань.

## Біографія
Лідія Литвинова народилася 17 травня 1950 року у місті Бєлорєцьк Башкирської АРСР в російській сім'ї. Отримала середню-спеціальну освіту. З 1967 року працювала у десятому цеху Бєлорєцького металургійного комбінату ім. М.І. Калініна. Також працювала бригадиром сортування готової продукції.
В 1979 і 1984 роках обиралася депутатом Ради Союзу від Бєлорєцького виборчого округу № 354 Башкирської АРСР. Була безпартійною. Входила до складу Комісії з питань праці та побуту жінок, охорони материнства і дитинства Ради Союзу.
У 1987 році удостоєна звання почесного громадянина Бєлорєцького району та міста Бєлорєцьк. Нагороджена орденом Трудової Слави III ступеня.